# Lucjan Levi
Lucjan Levi, pseudonim operacyjny „Lutek” (ur. 1922 w Radomiu, zm. ?) – agent polskiego wywiadu umieszczony i działający w szeregach izraelskiej służby bezpieczeństwa wewnętrznego Szin Bet.

## Życiorys
Urodzony w Radomiu nosił wówczas nazwisko Lewy. Przed wybuchem II wojny światowej działał w jednej z syjonistycznych organizacji młodzieżowych, a we wrześniu 1939 roku uciekł do Związku Radzieckiego. Po zakończeniu wojny w 1945 roku powrócił do Polski, gdzie podjął współpracę z jednym z Wojewódzkich Urzędów Bezpieczeństwa Publicznego w charakterze informatora działającego w lokalnych organizacjach żydowskich. Po trzech latach współpracy z terenowymi organami WUBP przekazano go do centrali Ministerstwa Bezpieczeństwa Publicznego w Warszawie, do dyspozycji Departamentu VII zajmującego się wywiadem. Tam przeszedł intensywne przeszkolenie i przygotowanie do przyszłej misji w Izraelu. Następnie opuścił Polskę wraz z pierwszą falą powojennej emigracji, przybyłą do nowo utworzonego państwa żydowskiego. Jakiś czas po przyjeździe do Izraela rozpoczął służbę w nowo sformowanej armii izraelskiej. Po demobilizacji, dzięki protekcji przyjaciół i wtyczek polskiego wywiadu, w 1950 roku został przyjęty do izraelskiej służby bezpieczeństwa wewnętrznego Szin Bet. Według D. Ravida i Y. Melmana, autorów pracy pod tytułem Każdy szpieg to książę:

We wczesnym okresie formowania się wywiadu takie rekomendacje wystarczały. Jego przeszłość nie była przedmiotem dociekań. 

Przez następne siedem lat Levi pracował w sekcji obsługi logistycznej Wydziału Wsparcia, zajmującej się prowadzeniem tajnej obserwacji dyplomatów lub osób podejrzewanych o powiązania z obcym wywiadem. Pod pozorem kultywowania własnego hobby fotografował dziesiątki pracowników izraelskiej SB. Dzięki temu od połowy lat pięćdziesiątych znaczna część personelu izraelskiego kontrwywiadu, liczącego wówczas kilkuset funkcjonariuszy, była doskonale znana polskiemu wywiadowi, a za jego pośrednictwem radzieckiemu KGB i niewykluczone, że także innym służbom wywiadowczym bloku wschodniego.

### Polowanie i aresztowanie
Pierwsze sygnały o istnieniu wrogiego agenta (kreta) w strukturach Szin Betu dostarczył pewien polski imigrant, będący w przeszłości prawdopodobnie funkcjonariuszem Ministerstwa Bezpieczeństwa Publicznego lub jego następcy - Komitetu ds. Bezpieczeństwa Publicznego. Informator ten nie znał jednak tożsamości agenta ani innych szczegółów przydatnych dla kontrwywiadu do identyfikacji poza pseudonimem operacyjnym („Lutek”). Z informacjami od imigranta i agentury Mosadu operującej w granicach PRL-u, która została uruchomiona specjalnie w tej sprawie pion Szin Betu zajmujący się kontrwywiadem, ruszył na polowanie wrogiego agenta. Już w 1958 roku kontrwywiad zatrzymał pięć osób, w tym najbardziej podejrzanego pracownika sekcji obsługi logistycznej Wydziału Wsparcia Lucjana Leviego.

### Wyrok
Po aresztowaniu Leviego Sąd Okręgowy w Tel Awiwie, po odbyciu 112 posiedzeń, skazał go w procesie poszlakowym na 10 lat więzienia.
Niezbitych dowodów dostarczyły dopiero w 1959 roku francuskie służby kontrwywiadu DST. Pochodziły one od oficera Departamentu I Ministerstwa Spraw Wewnętrznych (wywiad zagraniczny) kapitana Władysława Mroza, który uciekł podczas wykonywania misji we Francji. Francuska DST pozwoliła nawet funkcjonariuszom Szin Betu przesłuchać kpt. Mroza w tajnym mieszkaniu w Paryżu. Po przedstawieniu niezbitych dowodów Levi przystał na współpracę z izraelskim kontrwywiadem, dzięki czemu znacznie zmniejszono mu karę więzienia. Po odbyciu kary w 1968 Lucjan Levi wyemigrował do Australii, gdzie wkrótce zmarł na raka.
Według monografii wywiadu izraelskiego Levi był pierwszym agentem bloku wschodniego i jednym z zaledwie kilku, którym w ciągu czterdziestu lat udało się skutecznie przeniknąć do Szin Bet. Po jego aresztowaniu w izraelskim kontrwywiadzie dokonano istotnych zmian organizacyjnych.